# 公立醫院前車站
公立醫院前站（日语：／ Kōritsu-byōin-mae eki */?）是位於熊本縣球磨郡多良木町，屬於球磨川鐵道湯前線的車站。站名源自於站址東南方約400公尺處的球磨郡公立多良木醫院。

## 車站構造
本站為擁有岸式1面1線，可供4節車廂停靠的無人車站。站內設有簡易站房和候車室。

## 車站周邊
本站週邊是田園地帶，附近除了有古多良木的村落以外，也散落著商店。
沿著國道219號坐落著產交巴士的古多良木公車站。在球磨郡公立多良木醫院的附近也設有公立多良木醫院前公車站。
- 球磨郡公立多良木醫院 - 東南側。國道219號沿伸。
- 國道219號 - 東南側。約400公尺。
- 柳橋川
- 柳橋川橋 - 國道219號的橋。

以下需經過柳橋川橋
- 上球磨消防署
- 横馬場簡易郵局
- 多良木警察署

## 歷史
- 1989年10月1日 - 湯前線交由球磨川鐵道營運時設立。

## 相鄰車站
球磨川鐵道
湯前線
東免田－公立醫院前－多良木

## 關連項目
- 日本鐵路車站列表

## 外部連結
- 球磨川鐵道各站資訊（页面存档备份，存于）（日語）